# NGC 7593
NGC 7593 (другие обозначения — PGC 70981, UGC 12483, MCG 2-59-20, ZWG 431.35, KUG 2315+110, IRAS23154+1104) — спиральная галактика (Sc) в созвездии Пегас, расстояние до которой оценивается приблизительно в 180 миллионов световых лет. Этот объект входит в число перечисленных в оригинальной редакции «Нового общего каталога».

## Характеристики
NGC 7593 можно наблюдать на ночном небе в южной части созвездия Пегаса, недалеко от границы с созвездием Рыб. Она не видна невооружённым глазом. Галактика была открыта немецким астрономом Альбертом Мартом 5 октября 1864 года. NGC 7593 входит в состав скопления галактик Пегас I (Pegasus I). Угловая частота вращения на расстоянии от центра в 1 килопарсек составляет 21 ± 4 км/c.